# Xanthochorema paniensis
Xanthochorema paniensis är en nattsländeart som beskrevs av Ward och Nathalie J. Mary 2000. Xanthochorema paniensis ingår i släktet Xanthochorema och familjen Hydrobiosidae. Inga underarter finns listade i Catalogue of Life.